# Кузино (Италия)
Кузино (итал. Cusino) — коммуна в Италии, располагается в регионе Ломбардия, в провинции Комо.
Население составляет 260 человек (2008 г.), плотность населения составляет 29 чел./км². Занимает площадь 9 км². Почтовый индекс — 22010. Телефонный код — 0344.
Покровителем коммуны почитается святой Иоанн Предтеча, празднование 24 июня.

## Демография
Динамика населения:

## Администрация коммуны
- Официальный сайт: